# Metanoia (cortometraje de 2021)

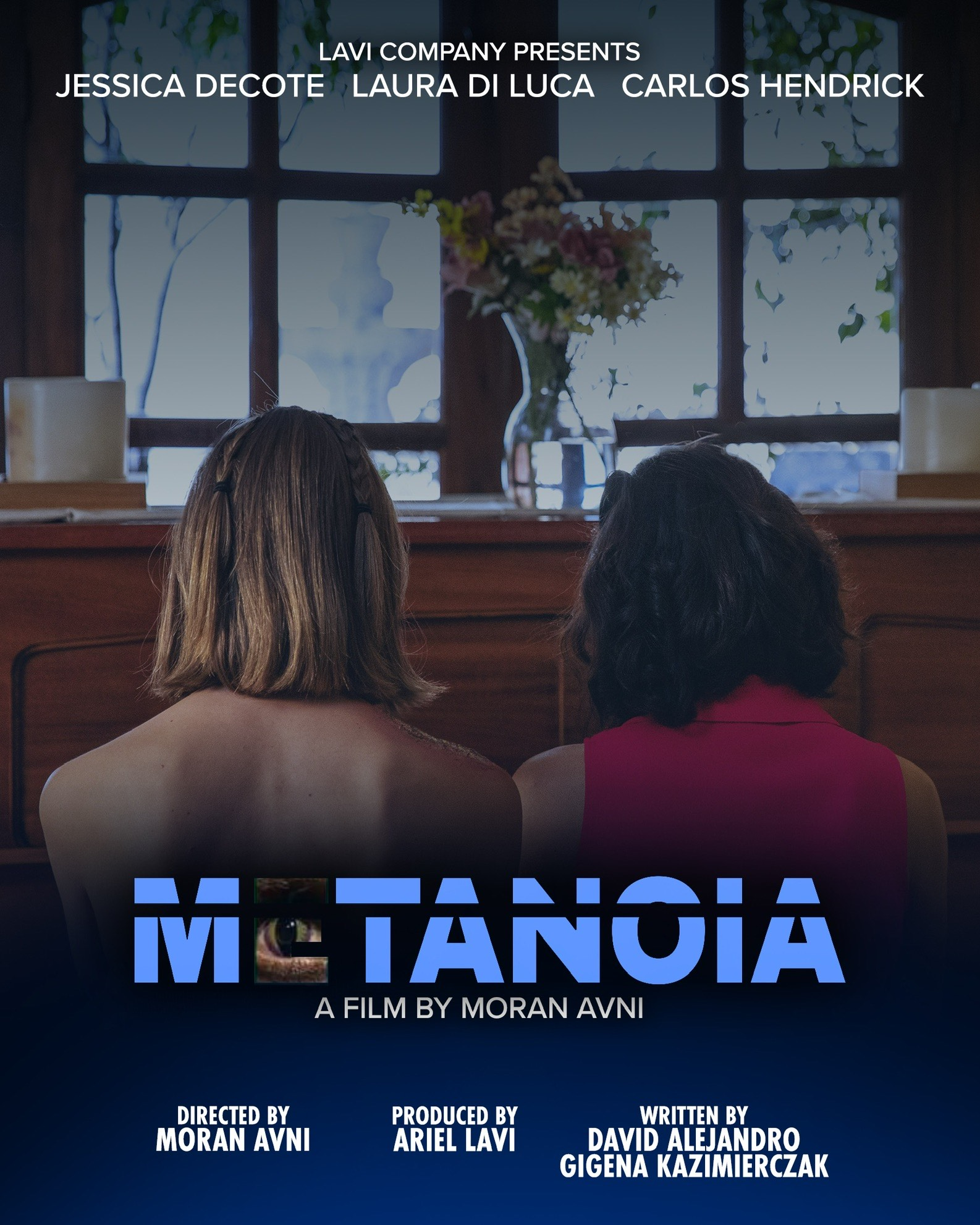

Metanoia es un cortometraje mexicano de ciencia ficción/LGBTQ en inglés de 2021. dirigió la película  Moran Avni, producida por Ariel Lavi y escrita por David Alejandro Gigena Kazimierczak.  Protagonizó una película  Jessica Decote, Laura Di Luca y Carlos Hendrick.Casting por Marco Zapata y Solkin Ruz. la película se estrenó en Cinépolis En la Ciudad de México.  

## Trama
La película muestra que el matrimonio entre Ana y Sarah se desmorona mientras una amenaza desconocida crece en la Tierra. Cuando un paquete misterioso llega a su puerta, que contiene un dispositivo de naturaleza alienígena, crea más problemas. Cuando Ana accidentalmente inhala gas del dispositivo, se transforma y sale corriendo. Sarah aprende a aceptar a Ana por lo que es, incluso después de lo que se ha convertido al abrir el paquete. Ana y Sarah deciden escapar de la amenaza en la Tierra y trabajar para hacer crecer su relación.